# Isochlora
Isochlora é um gênero de traça pertencente à família Arctiidae.